# Зільке Гернер
Зільке Гернер (нім. Silke Hörner, 12 вересня 1965) — німецька плавчиня.
Олімпійська чемпіонка 1988 року.
Чемпіонка світу з водних видів спорту 1986 року.
Чемпіонка Європи з водних видів спорту 1987 року, призерка 1985 року.